# ابوشانک
ابوشانک، روستایی از توابع بخش مرکزی شهرستان آبادان در استان خوزستان ایران است.

## جمعیت
این روستا در دهستان بهمنشیر جنوبی قرار دارد و براساس سرشماری مرکز آمار ایران در سال ۱۳۹۵، جمعیت آن ۱،۱۷۳ نفر (۳۵۲ خانوار) بوده‌است.